# ال پوبلنو
ال پوبلنو (به اسپانیایی: Pueblo Nuevo) یک منطقهٔ مسکونی در اسپانیا است که در Sant Martí واقع شده‌است. ال پوبلنو ۳۳٬۵۸۶ نفر جمعیت دارد.